# Цепринский-Цекавый, Николай Дементьевич
Николай Дементьевич Цепринский-Цекавый (бел. Мікалай Цяпрынскі-Цікавы; 8 октября 1831 — не ранее 1889) — полковник русской армии, георгиевский кавалер.

## Происхождение
Из белорусского шляхетского рода Цепринских-Цекавых герба «Бялыня». Из дворян Минской губернии.

## Участие в военных действиях
4 января, около 7-ми часов вечера, текинцы, сделав вылазку из крепости Денгиль-Тепе, в огромных массах стремительно бросились на Ставропольский редут и в особенности на траншеи левого фланга, которые были заняты 3-м батальоном Ставропольского полка. Атака была отчаянная; после нескольких залпов, сделанных ротами на быстро налетевшего неприятеля, текинцы прорвались сквозь наши ряды, между 9-ю и 12-ю ротами, и окружили правый фланг последней. Начался рукопашный и штыковой бой, во время которого 11-я рота, прикрывавшая мортирную батарею и ракетные станки, ослабевшая вследствие потери людей и ротного командира, находилась в большой опасности. В это время, командир батальона подполковник Цепринский-Цекава, видя себя окруженным огромной массой неприятеля, превосходившего наши силы в десять раз, а может быть и более, собрав резервы бросился на помощь к ослабевшей 11-й роте, выбил находившегося там неприятеля штыками, и затем открыл ружейный огонь залпами так, что текинцы принуждены были отступать не воспользовавшись никакими трофеями. Отбитые текинцы оставили огромную массу тел как в траншеях, так и по всей местности до крепости.

## Семья
Имя жены неизвестно. Имел 3 детей.

## Награды
- орден Св. Анны 4 ст. (1855);
- орден Св. Станислава 3 ст. (1867);
- орден Св. Анны 3 ст. (1872);
- орден Св. Владимира 4 ст. «25 лет» (1875);
- Золотое оружие (1877);
- орден Св. Станислава 2 ст. с мечами (1867);
- орден Св. Георгия 4 ст. (1881);
- орден Св. Анны 2 ст. (1882);
- орден Св. Владимира 3 ст. (1875).